# Thomas Jefferson Universiteit
Thomas Jefferson Universiteit is een particuliere onderzoeksuniversiteit in Philadelphia (Pennsylvania), Verenigde Staten. De universiteit is in haar vroegste vorm opgericht in 1824, en ging in 2017 officieel samen met Philadelphia University. In de Carnegie Classificatie is de instelling ingedeeld bij de "R2: Doctorale Universiteiten - Hoge Onderzoeksactiviteit".
De universiteit is vernoemd naar de Amerikaanse Founding Father en president Thomas Jefferson. 